# Conus trigonicus
Espèce
Conus trigonicus est une espèce fossile de mollusques gastéropodes marins de la famille des Conidae.

## Distribution
Cette espèce marine n'est connue qu'à l'état de fossile, endémique de la Nouvelle-Zélande.

## Taxonomie

### Publication originale
L'espèce Conus trigonicus a été décrite pour la première fois en 1937 par le malacologiste britannique John Read le Brockton Tomlin dans « Proceedings of the Malacological Society of London »,.